# サンダーランド大学
サンダーランド大学（英: University of Sunderland）は、北東イングランドのサンダーランドに位置する大学で、70カ国以上の7,000人以上の留学生を含む、17,500人を超える学生が在籍している。また、サンダーランド大学は、伝統的な博士号を授与していると同時に、新しい博士号への進学ルートを授与する31大学の中の1校でもある。

## 歴史
サンダーランド大学の始まりは、グリーンテラスに市立のトレーニングカレッジSunderland Technical Collegeが設立された1901年に遡る。第二次世界大戦中には造船工学と薬学が取り入れられた。
2001年のThe Guardianでは、イギリスのBest New Universitiesに選ばれ、2005年にはThe Times Higher Education Supplementで、「イギリス内で最も有意義な学生経験ができる大学」（Best English University for student experience）と称された。

## 大学寮
サンダーランド大学には、Scotia Quay、Panns Bank、Clanny House、The Precinct、The Forge、All Saintsの6つの大学寮がある。